# Manuel Cantacuzè (usurpador)
|  | Per a altres significats, vegeu «Manuel Cantacuzè». |

Manuel Cantacuzè fou un líder de la revolta del 1453 contra els governants de la família Paleòleg al Despotat de Morea. El poble grec i els immigrants albanesos el van aclamar dèspota (governant).

## El líder rebel de Morea
Manuel era net de Demetri I Cantacuzè que va ser dèspota de Morea el 1383, el darrer d'aquesta família que va governar aquesta província de l'Imperi Romà d'Orient. Poc després de la mort de l'emperador romà d'Orient Constantí XI i de la caiguda de Constantinoble en mans de l'Imperi Otomà, Manuel va aplegar un exèrcit de 30.000 albanesos i els va revoltar contra Tomàs Paleòleg i Demetri II Paleòleg, dèspotes de Morea, que ara era una província otomana.
Era de domini públic que els dos germans Paleòleg estaven mal avinguts i difícilment es posaven d'acord en temes de govern, Manuel va aprofitar això a favor seu, predicant entre la població sobre la inconveniència d'estar governats per dos germans en continu desacord. El detonant va ser la recollida de diners per a l'elevat pagament de vassallatge que exigien els otomans.Els albanesos havien començat a revoltar-se també, sota un líder anomenat Peter Boua, els quals estaven disgustats per la taxa que els dèspotes havien imposat. El 1453 Manuel va encapçalar una revolta i els albanesos el van proclamar el nou dèspota. Ell, per tal de complaure els albanesos es va canviar el nom pel de "Ghin" i va canviar el de la seva esposa pel de "Cuchia".
Els esdeveniments li van ser favorables al començament, però ràpidament va canviar la seva sort. Els germans Paleòleg, com que es veien incapaços de controlar la situació van demanar ajut exterior per enderrocar aquest usurpador: Tomàs va recórrer a la República de Venècia i Demetri va demanar auxili a l'Imperi Otomà. Durant l'any següent va arribar un exèrcit otomà que va sufocar la revolta i va retornar a la situació anterior però donant un toc d'atenció a Tomàs i Demetri als quals se'ls va advertir que havien d'aprendre a actuar conjuntament si no volien perdre la confiança del soldà otomà.El tribut es va reinstaurar en la mateixa quantitat que abans i els dèspotes van continuar amb la relació de vassallatge com anteriorment. Pel que fa als líders rebels, Boua va ser perdonat per Mehmet II i el va nomenar representant del poble albanès; Giovanni va poder fugir primer es va establir a Venècia i després a la cort papal; Cantacuzè també va escapar i no se'n va tornar a saber res d'ell.